# Microlicia taxifolia
Microlicia taxifolia är en tvåhjärtbladig växtart som beskrevs av Charles Victor Naudin. Microlicia taxifolia ingår i släktet Microlicia och familjen Melastomataceae. Inga underarter finns listade i Catalogue of Life.